# Hu Chunhua
Hu Chunhua, född i april 1963, är en kinesisk kommunistisk politiker som räknas till den "sjätte generationen" ledare i Kinas kommunistiska parti. Han var ledamot i Politbyrån i Kinas kommunistiska parti 2012-2022.
Hu tog en fil.kand. på Pekings universitet i augusti 1983 och gick med i Kinas kommunistiska parti samma år. Han började därefter arbeta i organisationsavdelningen i Kinas kommunistiska ungdomsförbund i Tibet. Han arbetade därefter en längre tid inom partiapparaten i Tibet och har bland annat varit vice partisekreterare i regionen och vice ordförande i regionens folkregering.
Han var partisekreterare i Hebei 2008-2009, partisekreterare i Inre Mongoliet 2009-12, och partisekreterare i Guangdong 2012-17.
Hu Chunhuas karriär liknade på många sätt den tidigare partiledaren Hu Jintaos karriärväg (ej släkt) och många Kinaexperter räknade därför Hu Chunhua till Hu Jintaos "ungdomsförbundsfraktion" (tuanpai). Han ansågs länge som en möjlig efterträdare till Xi Jinping, men avslutade sin karriär som vice premiärminister 2018-2023.